# Terry Gibbs

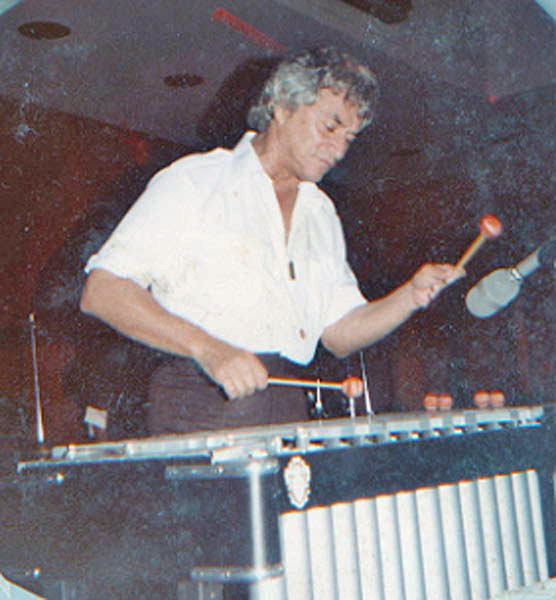
Terry Gibbs

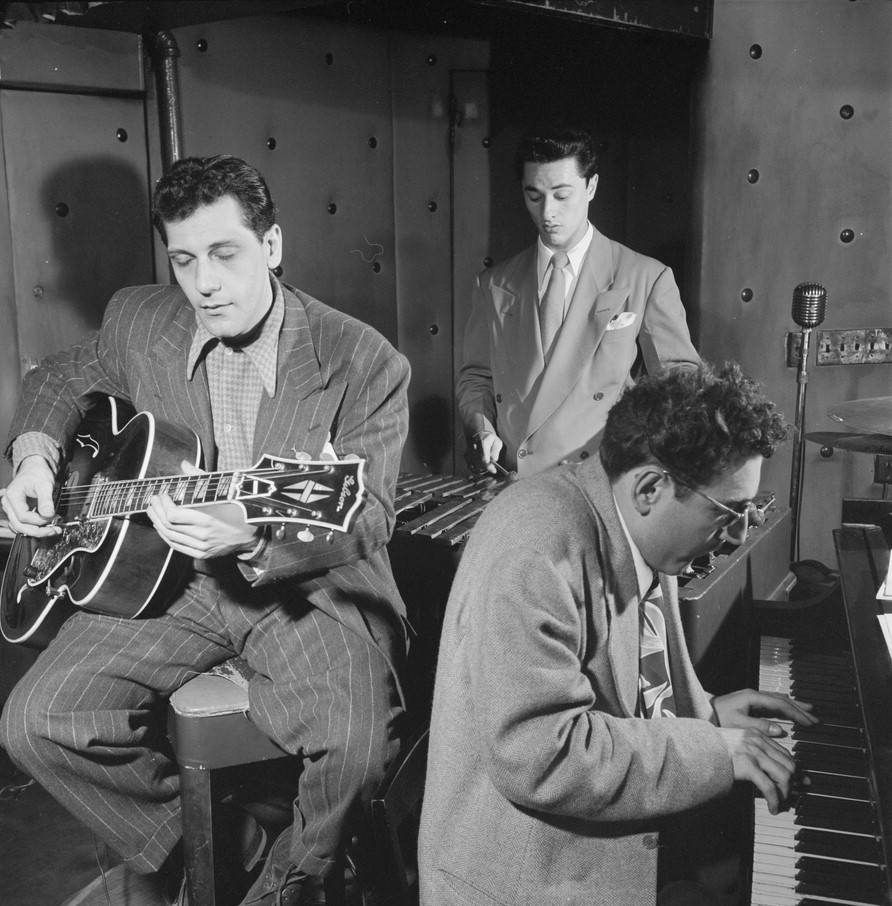
Bill De Arango, Terry Gibbs und Harry Biss, Three Deuces, New York, N.Y., ca. Juni 1947. Foto: William P. Gottlieb.

Terry Gibbs (* als Julius Gubenko am 13. Oktober 1924 in Brooklyn) ist ein amerikanischer Jazz-Vibraphonist.

## Leben
Gibbs gewann im Alter von zwölf Jahren einen Amateur-Wettbewerb als Xylophonist. Nach seiner Militärdienstzeit im Zweiten Weltkrieg trat er 1946 bis 1948 mit Tommy Dorsey auf, begleitete Chubby Jackson auf einer Skandinavientournee und arbeitete dann mit Buddy Rich, Woody Hermans Band (1948/1949) und mit Benny Goodman (1950 bis 1952).
1957 ging er nach Los Angeles, wo er als Studiomusiker arbeitete und verschiedene Bands leitete, deren bekannteste die Terry Gibbs Dream Band war. In den 1960er Jahren arbeitete er als musikalischer Leiter der Steve Allen Show. In den 1980er und 1990er Jahren arbeitete er vorwiegend mit dem Quintett von Buddy DeFranco. Daneben gehörten Musiker wie Terry Pollard, Pete Jolly, Alice McLeod und John Campbell zu seinen Partnern.
Sein Sohn ist der Schlagzeuger Gerry Gibbs.

## Diskographie
- Good Vibes, 1951
- Terry Gibbs mit Terry Pollard, Herman Wright, 1953
- Terry Gibbs Sextet, 1954
- Vibes on Velvet, 1955
- Mallets A-Plenty, 1956
- Swingin' with Terry Gibbs mit Bob Brookmeyer, Al Cohn, Al DeRisi, Don Elliott, Al Epstein, Bernie Glow, Urbie Green, Sam Marowitz, Hal McKusick, Thomas Mitchell, Terry Pollard, Ernie Royal, Jerry Segal, Frank Socolow, Nick Travis, Turk VanLake, Chauncey Welsch, Herman Wright, 1956
- Jazz Band Ball [live] mit Max Bennett, Larry Bunker, Victor Feldman, Lou Levy, Mel Lewis, 1957
- Terry Gibbs Plays the Duke, 1957
- More Vibes on Velvet, 1958
- Launching a New Sound in Music mit Max Bennett, Conte Candoli, Bob Enevoldsen, Med Flory, Vern Friley, Bill Holman, Pete Jolly, Charlie Kennedy, Mel Lewis, Joe Maini, Jackie Paris, Al Porcino, Frank Rosolino, Jackson Schwartz, Ray Triscari, Stu Williamson, 1959
- Dream Band, Vol. 1 mit Max Bennett, Joe Cadena, Conte Candoli, Bob Enevoldsen, Med Flory, Vern Friley, Bill Holman, Pete Jolly, Charlie Kennedy, Mel Lewis, Joe Maini, Al Porcino, Jack Schwartz, Ray Triscari, Stu Williamson, 1959
- The Dream Band, Vol. 2: The Sundown Sessions [live] mit John Audino, Bob Burgess, Conte Candoli, Buddy Clark, Med Flory, Vern Fryley, Frank Higgins, Charlie Kennedy, Lou Levy, Mel Lewis, Joe Maini, Bill Perkins, Jack Schwartz, Bill Smiley, Stu Williamson, 1959
- Dream Band, Vol. 3: Flying Home mit Benny Aronov, John Audino, Max Bennett, Bob Burgess, Joe Cadena, Conte Candoli, Buddy Clark, Bob Edmondson, Bob Enevoldsen, Med Flory, Vern Friley, Bill Holman, Frank Huggins, Pete Jolly, Lee Katzman, Charlie Kennedy, Lou Levy, Mel Lewis, Joe Maini, Pat Moran, Jack Nimitz, Bill Perkins, Al Porcino, Frank Rosolino, Jack Schwartz, Bill Smiley, Ray Triscari, Stu Williamson, 1959
- Vibrations, 1959
- Swing Is Here, 1960
- Music from Cole Porter's Can Can, 1960
- Steve Allen Presents Terry Gibbs at the Piano mit Steve Allen, Herb Ellis, Donn Trenner, 1960
- Dream Band, Vol. 4: Main Stem mit Conte Candoli, Buddy Clark, Bob Edmondson, Vern Friley, Frank Huggins, Richie Kamuca, Charlie Kennedy, Mel Lewis, Joe Maini, Pat Moran, Jack Nimitz, Bill Perkins, Al Porcino, Ray Triscari, Stu Williamson, 1961
- The Dream Band, Vol. 5: Big Cat, 1961
- The Exciting Terry Gibbs Band mit Conte Candoli, Buddy Clark, Bob Edmondson, Vern Friley, Frank Higgins, Richie Kamuca, Charlie Kennedy, Mel Lewis, Joe Maini, Pat Moran, Jack Nimitz, Bill Perkins, Al Porcino, Frank Rosolino, Ray Triscari, Stu Williamson, 1961
- That Swing Thing, 1961
- Straight Ahead, 1962
- Explosion [live] mit Conte Candoli, Bob Edmondson, Vern Friley, Frank Huggins, Richie Kamuca, Charlie Kennedy, Mel Lewis, Joe Maini, Pat Moran, Jack Nimitz, Bill Perkins, Al Porcino, Frank Rosolino, Ray Triscari, Stu Williamson, 1962
- Terry Gibbs Plays Jewish Melodies in Jazztime mit Alice Coltrane, Al Logan, Herman Wright, 1963
- El Nutto, 1963
- Gibbs/Nistico, 1963
- Hootenanny My Way mit Jimmy Raney, 1963
- Take It from Me mit Kenny Burrell, Louis Hayes, Sam Jones, 1964
- Latino, 1964
- It's Time We Met mit Jake Hanna, Sal Nistico, Nat Pierce, Turk VanLake, 1965
- Terry Gibbs Quartet mit Steve Allen, Hal Blaine, Frank DeVito, Jim Horn, Larry Knechtel, Donald Peake, Don Rader, 1965
- Reza, 1966
- Bopstacle Course mit Alan Dawson, Barry Harris, Sam Jones, 1974
- Sessions, Live: Terry Gibbs, Pete Jolly and Red Norvo, 1976
- Live at the Lord, 1978
- Smoke 'em Up, 1978
- Air Mail Special mit Frank Collett, Buddy DeFranco, Andy Simpkins, Jimmie Smith, 1981
- Jazz Party: First Time Together mit Buddy DeFranco, 1981
- The Latin Connection mit Sonny Bravo, Jose Madera, Frank Morgan, Tito Puente, Bobby Rodriguez, Orestes Vilato, 1986
- Chicago Fire [live] mit John Campbell, Todd Coolman, Buddy DeFranco, Gerry Gibbs, 1987
- Holiday for Swing, 1987
- Kings of Swing [live] mit Buddy DeFranco, Herb Ellis, Milt Hinton, Butch Miles, Larry Novak, 1991
- Tribute to Benny Goodman: Memories of You mit Buddy DeFranco, Herb Ellis, Milt Hinton, Butch Miles, Larry Novak, 1991
- Big Cat 5, 1991
- Play That Song: Live at the 1994 Floating Festival mit Uri Caine, Gerry Gibbs, Boris Koslov, 1994
- Wham mit Buddy DeFranco, Gerry Gibbs, Aaron Goldberg, Darek Oleszkiewicz, Flip Phillips, 1999
- Plays Steve Allen mit Dave Carpenter, Buddy DeFranco, Gerry Gibbs, Tom Ranier, 1999
- Dream Band, Vol. 6: One More Time mit Benny Aronov, John Audino, Max Bennett, Bob Burgess, Joe Cadena, Conte Candoli, Buddy Clark, Bob Enevoldsen, Med Flory, Vern Friley, Bill Holman, Pete Jolly, Lee Katzman, Charlie Kennedy, Irene Kral, Lou Levy, Mel Lewis, Joe Maini, Bill Perkins, Al Porcino, Jack Schwartz, Bill Smiley, Ray Triscari, Stu Williamson, 2002
- From Me to You: A Tribute to Lionel Hampton mit Dave Carpenter, Pete Christlieb, Joey DeFrancesco, Jeff Hamilton, Mike Melvoin, Barbara Morrison, Franz Pusch, Anthony Wilson, 2003
- 52nd & Broadway: Songs of the Bebop Era mit Karen Elaine Bakunin, Dave Carpenter, Alexis Carreon, Ted Falcon, Ludvig Girdland, Terence Glenny, Jeff Hamilton, Gerardo Hilera, Norm Hughes, Victor Lawrence, Alan Mautner, Joe Meyer, Sam Most, Don Palmer, Nicholas Payton, Tom Ranier, James V. Ross, Harry Scorzo, Howie Shear, Kurt Snyder, Jean Sudbury, Francine Walsh, 2004
- Feelin' Good: Live in Studio mit Eric Alexander, Ray Armando, Joey DeFrancesco, Dan Faehnle, Gerry Gibbs, 2005
- Findin' the Groove, 2006
- The Terry Gibbs Songbook (2023), mit Scott Hamilton, Harry Allen, Tom Ranier, Mike Gurrola, Gerry Gibbs, Danny Bacher